# Tagajõgi
Tagajõgi (Liivoja, Mustasoo, Tudulinna jõgi) – rzeka we wschodniej Estonii, w prowincji Virumaa Zachodnia i Virumaa Wschodnia. Wypływa z jeziora Tudu w prowincji Virumaa Zachodnia, przepływa przez miejscowości: Oonurme, Tagajõe, Tudulinna i wpada do rzeki Rannapungerja. Ma długość 40 km, zaś powierzchnia jej zlewni obejmuje 262 km². Stanowi główny dopływ Rannapungerja.